# Сан Фаустино (Бреша)
Сан Фаустино је насеље у Италији у округу Бреша, региону Ломбардија.
Према процени из 2011. у насељу је живело 554 становника. Насеље се налази на надморској висини од 468 м.